# 萨里 (索恩-卢瓦尔省)
萨里（法語：Sarry，法語發音：[saʁi]）是法国索恩-卢瓦尔省的一个市镇，属于沙罗勒区。

## 地理
萨里（46°18'38"N, 4°6'57"E）面积9.67 平方千米，位于法国勃艮第-弗朗什-孔泰大區索恩-卢瓦尔省，该省份为法国中部省份，北起顺时针与科多尔省、汝拉省、安省、罗讷省、卢瓦尔省、阿列省和涅夫勒省接壤。
与萨里接壤的市镇（或旧市镇、城区）包括：布里奥奈地区圣迪迪耶、昂济勒迪克、布里扬、圣富瓦、布里奥奈地区瑟米尔。

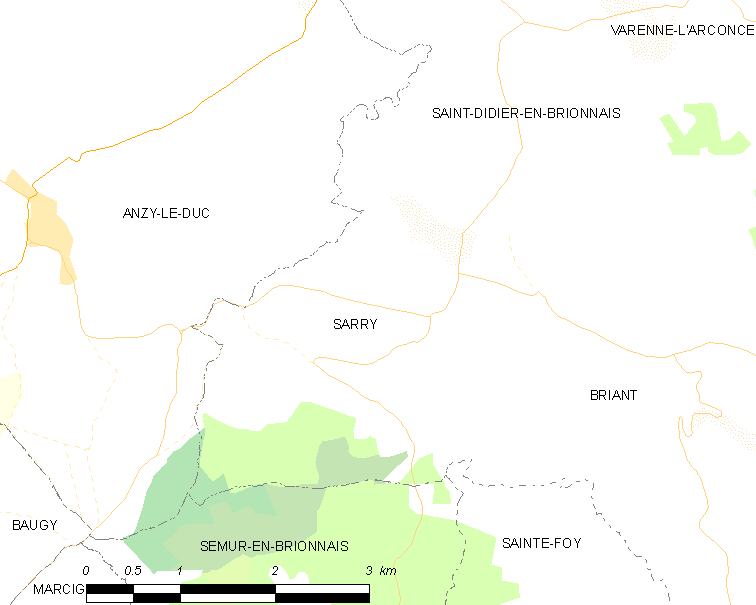
的OSM定位图

萨里的时区为UTC+01:00、UTC+02:00（夏令时）。

## 行政
萨里的邮政编码为71110，INSEE市镇编码为71500。

## 政治
萨里所属的省级选区为绍法耶县。

## 人口

1962-2008年间人口变化图示

萨里于2022年1月1日时的人口数量为95人。